# Бєлобородов Олександр Георгійович
Бєлобородов Олександр Георгійович (нар. 14 (26) жовтня 1891 — 10 лютого 1938) — радянський політичний і партійний діяч. Член ЦК РКП(б) (1919–1920), кандидат у члени ЦК РКП(б) (1920–1921). Член Оргбюро ЦК РКП(б) (1919).
Народився в робітничій сім'ї. Здобув початкову освіту, працював електриком на заводі. У 1907 р. вступив в партію більшовиків, відразу ж активно включився в революційну діяльність. У 1908 р. був заарештований за випуск прокламацій із закликом до повалення царя, і за опір поліції. Але, так як він був неповнолітнім, його відправили у виправний притулок для малолітніх злочинців. Після чотирьох років перебування у притулку в 1912 р. Бєлобородов був звільнений, перейшов на нелегальне становище, після декількох нападів на поліцейських був оголошений в розшук, і в травні 1914 року був знову заарештований і засланий в Тюмень.

## Революція і громадянська війна
З 1917 року — член Уральського обласного комітету РСДРП(б)/РКП б) в Єкатеринбурзі. З січня 1918 року — голова виконкому Уральської обласної Ради.
12 липня 1918 року підписав рішення Уралоблради про розстріл Миколи II і його сім'ї.
25 липня 1918 Єкатеринбург був зайнятий військами полковника Войцеховського, Уралсовет був евакуйований до Пермі, потім до Вятки. У січні-березні 1919 — голова Вятського губернського революційного комітету, потім Виконавчого комітету Вятської губернської Ради.
На VIII з'їзді РКП(б) в березні 1919 обраний членом ЦК, 25.3 — 10.11.1919 член Оргбюро ЦК. На пленумі ЦК РКП(б) 25 березня 1919 його кандидатура розглядалася на посаду Голови ВЦВК, однак обраний був М. І. Калінін. З липня 1919 заступник начальника Політичного управління РВСР. У квітні 1919 направлений уповноваженим СТО РРФСР з придушення повстання на Дону, станиця Вешенська. Брав участь у боях з військами ЗСПР на Дону, Кубані і на Кавказі.
З кінця 1919 протягом двох років його робота була пов'язана в основному з Північним Кавказом. Член РВС 9-ї армії Південно-Східного — Кавказького фронтів 9.10.1919 — 28.6.1920. Після IX з'їзду в квітні 1920 року — кандидат в члени ЦК. Входив до складу Кавказького бюро ЦК РКП(б), Кубанського революційного комітету, був заступником голови РВС Кавказької трудової армії. У цей період закликав до поголовного фізичного винищення контрреволюціонерів. Він писав в одному з листів, скаржачись Н. Н. Крестінському на м'якість вироків, винесених донськими революційними трибуналами: «Необхідно організувати надзвичайки і якомога швидше покінчити з трибунальським марнослів'ям … Основне правило при розправі з контрреволюціонерами: захоплених не судять, а чинять масову розправу … я на цьому наполягаю найрішучіше»

## Дати з біографії
- З березня 1920 секретар Південно-Східного бюро ЦК РКП(б) (бюро керувало парторганізаціями Північного Кавказу), голова Економічної наради Південно-Східної області.
- З 29 листопада 1921 — заступник народного комісара внутрішніх справ РРФСР.
- З 30 серпня 1923 року — народний комісар внутрішніх справ РРФСР, з 19 листопада 1923 року — голова Комісії з поліпшення життя дітей.
- Після смерті В. І. Леніна у внутрішньопартійної боротьбі підтримував Л. Троцького. Учасник лівої опозиції.
- У листопаді 1927 року виключений з ВКП(б), звільнений з НКВС, Особливою нарадою при ОДПУ засуджений до заслання і висланий до Архангельська.
- У 1930 році заявив про розрив з троцькізмом, повернений із заслання, в травні цього ж року відновлений у ВКП (б). Працював на рядовій посаді уповноваженого Комітету заготівель при ВРНГ СРСР.
- З 1932 року — уповноважений наркомату внутрішньої торгівлі СРСР по Азово-Чорноморському краю (Ростов-на-Дону).
- Заарештований 15 серпня 1936. Утримувався в Луб'янській в'язниці.
- 10 лютого 1938 розстріляний на полігоні «Комунарка» за вироком виїзної сесії ВКВС. У 1958 році реабілітований.